# Rudolf Purke
Rudolf Purke (* 24. April 1934 in Sullowitz, heute Sulejovice; † nach 1990) war ein deutscher Gebrauchsgrafiker.

## Leben und Werk
Die Familie Purkes wurde 1945 in der Folge des Zweiten Weltkriegs aus der Tschechoslowakei vertrieben und kam in die Sowjetische Besatzungszone. Von 1949 bis 1951 absolvierte Purke eine Lehre als Schriftsetzer. Dann arbeitete er in seinem Beruf, und von 1953 bis 1956 studierte er an der Fachschule für angewandte Kunst Magdeburg Gebrauchsgrafik, vor allem bei Karl-Heinz Leue. 1956/1957 arbeitete Purke in der Druckerei der Volksstimme Magdeburg und von 1957 bis 1969 bei der DEWAG-Werbung Magdeburg. Danach war er in Magdeburg freischaffend als Gebrauchsgrafiker tätig. Dabei hatte er über viele Jahre eine Ateliergemeinschaft mit Karl-Heinz Arlt (* 1933), die auch nach der deutschen Wiedervereinigung öffentliche Aufträge erhielt.
Purke entwarf u. a. Plakate, Signets und Werbematerialien für Unternehmen. Für seine Arbeiten verwendete er mit Vorlieben Fotografien. Purke erhielt 1986 die Verdienstmedaille der DDR.
Der Nachlass Burkes befindet sich im Stadtarchiv Magdeburg (REP 11 Y).

## Mitgliedschaften
- bis 1990: Verband Bildender Künstler der DDR
- ab 1990: Berufsverband Bildender Künstler Sachsen-Anhalt e. V.

## Werke (Auswahl)
- Signet VEB Gewächshausanlagen Magdeburg (1980; auf der IX. Kunstausstellung der DDR)
- Energie muß gesteuert werden (1984; Werbung für VEB Messgerätewerk „Erich Weinert“ Magdeburg; auf der X. Kunstausstellung der DDR)[4]
- Energie muß kontrolliert werden (1984; Werbeanzeige für VEB Messgerätewerk „Erich Weinert“ Magdeburg; auf der X. Kunstausstellung der DDR)[5]
- Fahrtschreiber – zuverlässig auf allen Straßen (1984; Werbeanzeige für VEB Messgerätewerk „Erich Weinert“ Magdeburg; auf der X. Kunstausstellung der DDR)[6]

## Teilnahme an zentralen und wichtigen regionalen Ausstellungen in der DDR
- 1974, 1979 und 1984: Magdeburg, Bezirkskunstausstellungen
- 1977 bis 1988: Dresden, VIII. bis X. Kunstausstellung der DDR
- 1977: Magdeburg („Gebrauchsgrafik im Bezirk Magdeburg“)